# Peter von Maydell
Baron Peter Magnus Friedrich von Maydell (* 25. Oktoberjul. / 6. November 1819greg. in Moisama; † 6. Septemberjul. / 18. September 1884greg. in St. Petersburg) war Arzt und Reformator des Sanitätswesens von St. Petersburg.

## Leben

### Herkunft und Familie
Peter von Maydell war Angehöriger des estländischen Adelsgeschlechts von Maydell. Seine Eltern waren der russische Marineoffizier und Erbherr auf Moisama und Tatters Baron Gustav von Maydell (1772–1856) und Wilhelmine (Minna) von Brümmer a.d.H. Restfer (1794–1861).
Maydell vermählte sich 1852 in Reval mit Alma von Pistohlkors a.d.H. Ruttigfer (1833–1904). Aus der Ehe ging der Sohn Baron Woldemar von Maydell (1855–1905), russischer Artillerie-Oberst und livländischer Landrat hervor.

### Werdegang
Maydell studierte als Kronsstipendiat von 1838 bis 1843 Medizin an der Kaiserlichen Universität Dorpat. 1843 war er der jüngste Arzt der russischen Grenzkommission in Orenburg. Er nahm 1845 an einer diplomatischen Expedition in Turan teil und war 1848 Stadtarzt in Orenburg. 1849 wurde er mit der als Inaugural-Dissertation veröffentlichten Schrift „Nonnulla topographiae medicae Orenburgensis spectantia“ zum Dr. med. promoviert. Von 1851 bis 1852 Ordinator am temporären Weiberhospital und am Krankenhaus des Izmajlow Garde Regiment in St. Petersburg. Von 1852 bis 1853 wurde er dem Medizinaldepartment des Ministeriums des Innern zugezählt. Als Oberarzt am Stadthospital in Tambow fand er 1853 Anstellung und war dann bis 1864 Medizinalinspektor in Orel. Schließlich wurde er dann Stadtphysikus von St. Petersburg. Hier fiel ihm die Aufgabe einer vollständigen Reform des Sanitätswesens zu.
Maydell bereiste 1865 im Auftrag der Regierung Deutschland, England, Frankreich, Belgien und die Schweiz. Im Folgejahr war er Inspektor der St. Petersburger Medizinalverwaltung und von 1866 bis 1881 Direktor der gräflichen Kuselewschen Ammenanstalt in St. Petersburg. Seit 1866 war er auch Präses des Verwaltungsrats und Ehrenkurator des evangelischen Hospitals ebd. Schließlich durfte Maydell ab dem Jahr 1881 auch die Stelle des Vizepräsidenten des St. Petersburger Gefängniskomitees ausfüllen. In den Jahren 1876 und 1878 war er Deputierter der russischen Regierung auf den Hygiene-Kongressen in Brüssel und Paris.
Maydell war Geheimrat und erhielt den Stanislaus-Orden I. Klasse.